# Punta Costan
La punta Costan (3.290 m s.l.m.) è una montagna delle Alpi Graie (sottosezione Alpi di Lanzo e dell'Alta Moriana) situata sul confine italo-francese. Sulla cartografia ufficiale francese la montagna è nota come Pointe Costans ed è quotata 3287 m.

## Descrizione

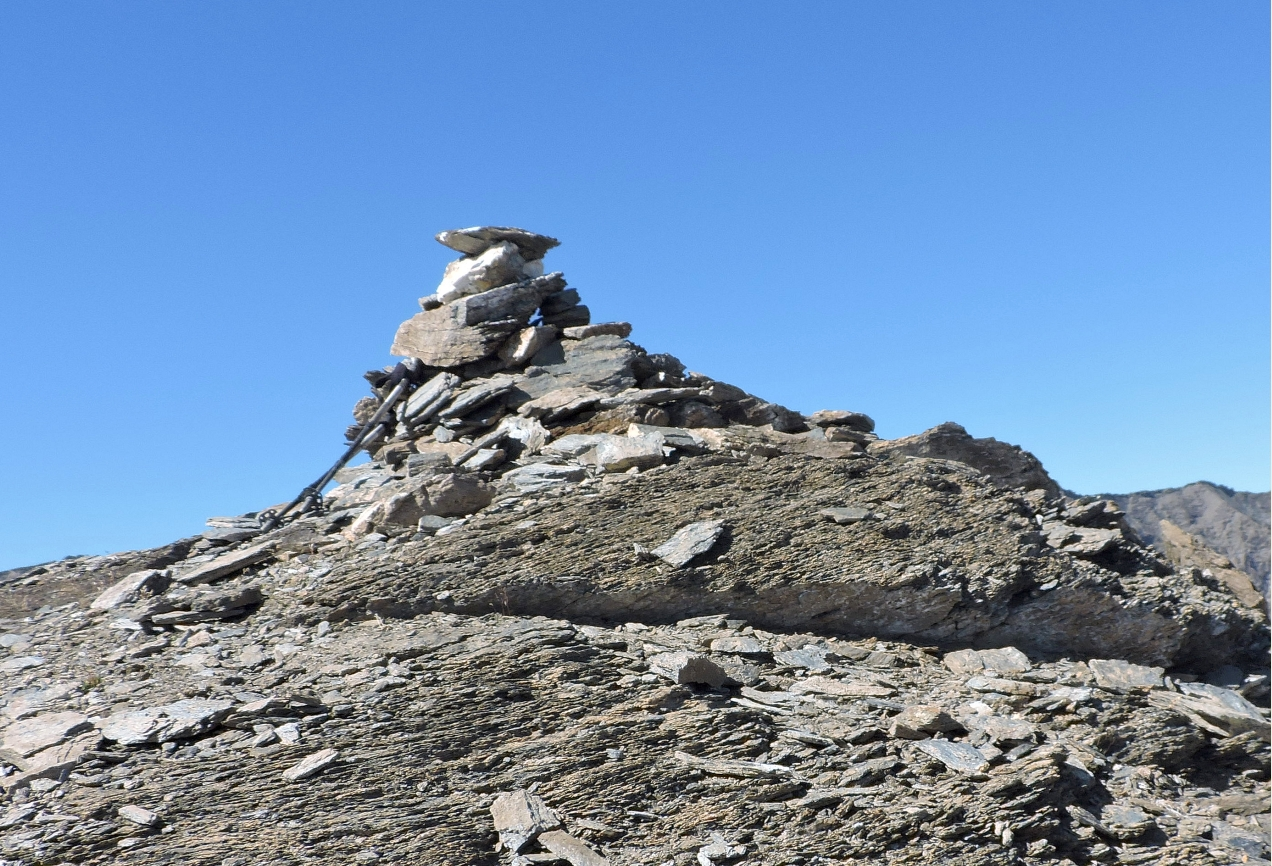
L'ometto sommitale

La Punta Costan è collocata sullo spartiacque Stura di Lanzo-Arc. La montagna presenta una forma conica con superfici prevalentemente detritiche. Il colle dell'Autaret la separa a nord-est della punta dell'Autaret (3289 m), mentre verso sud-ovest lo spartiacque Stura/Arc scende ad una sella a quota 3093 e risale poi alla punta Avril (3215 m).
Sulla vetta della punta Costan è presente un rustico ometto di pietrame.
La porzione italiana della montagna appartiene al comune di Usseglio, quella francese a Bessans.

## Accesso alla vetta
La cima della montagna è accessibile dal colle dell'Autaret per la detritica cresta nord-est, piuttosto ripida. La difficoltà dell'itinerario è stimata in EE.

## Punti di appoggio
- Rifugio Vulpot
- Rifugio Luigi Cibrario